# Convictolitavis
Convictolitavis est un riche aristocrate du puissant peuple celte des Éduens, dont le territoire est localisé dans le centre-est de la Gaule. Il est vergobret en -52. 

## Famille
Selon César, il est de naissance illustre.

## Biographie
En Avril -52, il est élu Vergobret par le sénat Eduens.

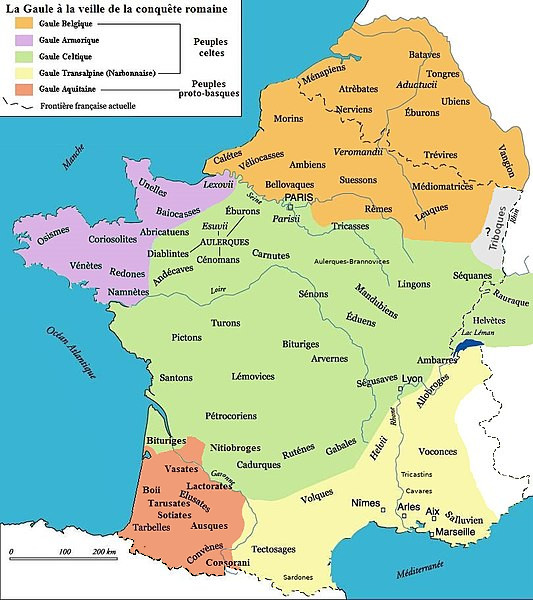
Carte des peuples celtes de Gaule.

Convictolitavis est nommé magistrat suprême des Éduens (vergobret), par arbitrage de César, son rival Cotos ayant été indument proclamé. Il est considéré comme le principal artisan du ralliement des Éduens à la coalition gauloise contre l'occupation romaine.
- Des notables éduens viennent demander de l'aide à César car « toute la nation [est] en armes, le sénat partagé, le peuple divisé, chacun à la tête de ses clients ». Alors que les Éduens désignent un magistrat suprême pour un an, deux d'entre eux prétendent avoir été nommés suivant les lois : Convictolitavis, « jeune homme d'une naissance illustre » et Cotos, « issu d'une très ancienne famille, très puissant par lui-même et par ses grandes alliances », dont le frère Valétiacos a déjà assumé cette fonction l'année précédente (32).
- Les Éduens sont les alliés des Romains, mais César craint que le parti le plus faible fasse appel à Vercingétorix. Comme les lois interdisent au magistrat suprême de quitter le territoire, César décide de s'y rendre et réunit les deux opposants et le sénat à Décétia (Decize). Contrairement aux institutions et aux lois, Cotos avait été proclamé par son frère. César lui demande donc de se démettre « et ordonna que le pouvoir fût remis à Convictolitavis que, suivant l'usage de la cité, les prêtres[1] avaient élu avec l'intervention des magistrats. » (33).
- Mais Convictolitavis, qui doit sa suprématie à César, « séduit par l'argent des Arvernes » et complote avec un groupe dirigé par Litaviccos. Il leur fait valoir que les Éduens sont les seuls à retarder l'entrée en guerre des autres peuples gaulois et qu'il faut participer à la guerre contre les Romains. Il est décidé « que Litaviccos prendrait le commandement des dix mille hommes que l'on enverrait à César ; il se chargerait de les conduire, et les frères se rendraient en avant auprès de César. » (37)
- Les Éduens, informés du mouvement de Litaviccos et encouragés par Convictolitavis, pillent les Romains et les massacrent. (42)
- C'est à Noviodunum[2] (Nevers) que César avait établi son camp principal. Il y avait notamment rassemblé tous ses otages et des chevaux en grand nombre pour le besoin de ses guerres. Accueil de Litaviccos par les Éduens à Bibracte où il rencontre « Convictolitavis, et une grande partie du sénat ». Des ambassadeurs sont envoyés auprès de Vercingétorix, « pour faire avec lui un traité de paix et d'alliance ». Les Romains présents à Noviodunum sont massacrés et la ville est pillée et incendiée. Les otages libérés sont amenés devant Convictolitavis à Bibracte. (55)